# 다카세 코조
다카세 코조(高瀬耕造 たかせ こうぞう, 1975년 12월 26일 ~ 일본 효고현 가코가와시)는 일본의 언론인이며 NHK 소속의 남자 아나운서이다.

## 생애 및 입사
1975년 12월 26일 일본 효고현 가코가와시에서 태어났다. 그는 효고현립 가코가와 히가시 고등학교를 졸업하고 와세다 대학 상학부를 졸업하고 1999년에 NHK에 입사했다.
그는 처음 NHK 니가타 방송국에서 시작을 해서 NHK 히로시마 방송국에서 활동을 하다가 2007년 4월 NHK 방송 센터로 옮기면서 2023년 3월말까지 무려 16년 동안 있다가 다케다 신이치 아나운서가 NHK를 퇴사하면서
2023년 4월 조직 개편에 따라 NHK 오사카 방송국으로 옮겼다.

## 특이사항
다카세 코조(高瀬耕造) 아나운서는 2007년 4월 지금의 도쿄도 NHK 방송 센터로 옮긴 후 《NHK 뉴스 오하요 일본》을 2007년 8월 13일부터 2010년 3월까지 하다가 2017년 4월 3일에 7년만에 다시 돌아와서 매주 월~금 아침 6시부터 8시까지 와쿠다 마유코 (和久田麻由子) 아나운서와 진행을 하다가 2020년 3월 30일에는 개편에 따라 쿠와코 마호(桑子真帆) 아나운서와 진행을 했다. 다카세(高瀬) 아나운서는 지난 2017년 4월 3일부터 2022년 4월 1일까지 무려 5년동안 진행했었다. 그러다가 2022년 4월 4일 봄개편에 따라 출산휴가 마치고 복귀한 카타야마 치에코 아나운서와 함께 월요일부터 목요일까지 저녁 5시에 방송되는 뉴스 라이브 저녁 5시를 2023년 3월 30일까지 진행을 하다가
NHK를 퇴사한 다케다 신이치 아나운서 후임으로 뉴스 금요일 5시를 진행자로 낙점되어 2023년 4월 14일에 진행을 하고 있다.